# نجیب‌زاده‌ای در مسکو (مجموعه تلویزیونی)
نجیب‌زاده‌ای در مسکو (انگلیسی: A Gentleman in Moscow) یک مجموعهٔ تلویزیونی در دست تولید برای شوتایم و پارامونت+ است که از رمانی با همین نام اثر آمور تولز منتشر شده در ۲۰۱۶ اقتباس شده‌است. بن ونستون نویسنده، تهیه‌کنندهٔ اجرایی و مجری این مجموعه است. در این مجموعه قرار است ایوان مک‌گرگور و مری الیزابت وینستد به ایفای نقش بپردازند.

## خلاصه داستان
روستوف (مک‌گرگور) پس از انقلاب روسیه، چندین دهه را در تبعید در یک اتاق زیرشیروانی در هتل سپری می‌کند و به‌دلیل ترس از کشته شدن توسط نظام حاکم شوروی، نمی‌تواند آنجا را ترک کند.

## بازیگران
- ایون مک‌گرگور – کنت الکساندر روستوف
- مری الیزابت وینستد – آنا اورابنووا
- لیا هاروی – مارینا
- جانی هریس – اوسیپ
- پل ردی – پتروف
- الکسا گودال – نینا
- جان هفرنان – بیشاپ
- لیز سالم – آندری
- فهینتی بالوگون – میشکا
- بیورن هلینور هارالدسون – امیلی
- دی آهلووالیا – آدریوس
- آناستازیا هیلی – اولگا

## تولید

### توسعه
در اوت ۲۰۱۷، گزارش شد که یک مجموعهٔ تلویزیونی محدود بر اساس این کتاب توسط انترتینمنت وان در دست توسعه است. در آوریل ۲۰۱۸ اعلام شد که کنت برانا در نقش کنت روستوف در این مجموعهٔ تلویزیونی بازی خواهد کرد و تام هارپر نیز کارگردانی آن را بر عهده خواهد داشت.
در اوت ۲۰۲۲، اعلام شد که ایوان مک‌گرگور جایگزین برانا در نقش کنت روستوف شده‌است و این مجموعه در پارامونت+ به‌طور بین‌المللی، و در ایالات متحده از طریق شوتایم منتشر خواهد شد. در نوامبر ۲۰۲۲ فاش شد که سم میلر کارگردانی و تهیه‌کنندگی اجرایی این پروژه را بر عهده خواهد داشت. بن ونستون نیز به‌عنوان نویسنده، تهیه‌کنندهٔ اجرایی و مجری معرفی شد. نسا موثی فیلمنامه‌نویس این مینی‌سریال بوده‌است.

### انتخاب بازیگران
در ۲۲ فوریهٔ ۲۰۲۳، مری الیزابت وینستد برای بازی در نقش آنا اورابنووا به فهرست بازیگران اضافه شد. در مارس ۲۰۲۳ لیا هاروی، جانی هریس، پل ردی، الکسا گودال، جان هفرنان، لیز سالم، فهینتی بالوگون، بیورن هلینور هارالدسون، دی آهلووالیا و آناستازیا هیلی به جمع بازیگران این مجموعه پیوستند.

### فیلمبرداری
فیلمبرداری این مجموعه در ۲۷ فوریهٔ ۲۰۲۳ در میدان ویکتوریا خارج از تالار شهر بولتون واقع در بولتون، منچستر بزرگ، انگلستان، آغاز شد و تا مارس ۲۰۲۳ ادامه داشت؛ پس از آن نیز ادامهٔ فیلمبرداری مجموعه در آوریل ۲۰۲۳ در این مکان ادامه یافت. بخشی از فیلمبرداری در هلیفکس، یورکشایر غربی نیز در مهٔ ۲۰۲۳ انجام شد.

## پخش
آمور تولز در مصاحبه‌ای اعلام کرد که انتظار دارد که پخش این مجموعه در دسامبر ۲۰۲۳ آغاز شود.